# Metoeca foedalis
Metoeca foedalis is een vlinder uit de familie van de grasmotten (Crambidae). De wetenschappelijke naam van deze soort is voor het eerst voorgesteld als Isopteryx foedalis door Achille Guenée in een publicatie uit 1854.
De spanwijdte van deze grasmot is ongeveer 15 millimeter.

## Verspreiding
De soort komt voor in:
- het Afrotropisch gebied waaronder Sierra Leone, Equatoriaal Guinee, Congo-Kinshasa, Rwanda, Angola, Madagaskar,
- het Oriëntaals gebied waaronder China, India, Sri Lanka, Taiwan[1], Indonesië, Maleisië (Sarawak),
- het Palearctisch gebied waaronder Japan[2],
- het Nearctisch gebied waaronder de Verenigde Staten,
- het Neotropisch  gebied waaronder Nicaragua[3], Honduras[4], Frans Guyana, Brazilië,
- het Australaziatisch gebied waaronder Australië[5].

## Waardplanten
In India is vastgesteld dat de rups leeft op Oryza sativa (Poaceae)